# Roemenië op de Olympische Zomerspelen 2000
Roemenië nam deel aan de Olympische Zomerspelen 2000 in Sydney, Australië. 

## Medailleoverzicht
| Sport       | Olympiër | Onderdeel                | Medaille |
| ----------- | --- | ------------------------ | -------- |
| Atletiek    | Gabriela Szabo | 5000m (v)                | Goud     |
| Gymnastiek  | Marius Urzică | paard voltige (m)        |          |
| Gymnastiek  | Simona Amânar | individuele meerkamp (v) |          |
| Gymnastiek  | Simona Amânar Loredana Boboc Andreea Isărescu Maria Olaru Claudia Presăcan Andreea Răducan                                                          | meerkamp team (v)        |          |
| Kanovaren   | Florin Popescu Mitică Pricop | C-2 1000m (m)            |          |
| Roeien      | Angela Alupei Constanța Burcică | lichte dubbel-twee (v)   |          |
| Roeien      | Georgeta Damian Doina Ignat | twee-zonder (v)          |          |
| Roeien      | Veronica Cochela Georgeta Damian Maria Magdalena Dumitrache Liliana Gafencu Elena Georgescu Doina Ignat Elisabeta Lipă Ioana Olteanu Viorica Susanu | acht (v)                 |          |
| Schermen    | Mihai Covaliu | sabel (m)                |          |
| Zwemmen     | Diana Mocanu | 100m rugslag (m)         |          |
| Zwemmen     | Diana Mocanu | 200m rugslag (m)         |          |
| Atletiek    | Violeta Beclea | 1500m (v)                | Zilver   |
| Atletiek    | Lidia Șimon | marathon (v)             |          |
| Boksen      | Marian Simion | -71kg (m)                |          |
| Gymnastiek  | Andreea Răducan | sprong (v)               |          |
| Gymnastiek  | Maria Olaru | individuele meerkamp (v) |          |
| Zwemmen     | Beatrice Căslaru | 200m wisselslag (m)      |          |
| Atletiek    | Gabriela Szabo | 1500m (v)                | Brons    |
| Atletiek    | Oana Pantelimon | hoogspringen (v)         |          |
| Boksen      | Dorel Simion | -67kg (m)                |          |
| Gymnastiek  | Simona Amânar | vloer (v)                |          |
| Judo        | Simona Richter | -78kg (m)                |          |
| Kanovaren   | Florin Popescu Mitică Pricop | C-2 500m (m)             |          |
| Kanovaren   | Raluca Ioniță Mariana Limbău Elena Radu Sanda Toma                                                                                                  | K-4 500m (v)             |          |
| Schietsport | Iulian Raicea | 25m snelvuurpistool (m)  |          |
| Zwemmen     | Beatrice Căslaru | 400m wisselslag (m)      |          |

## Deelnemers en resultaten

### Atletiek
| Olympiër                 | Discipline             | Resultaat | Prestatie |
| ------------------------ | ---------------------- | --------- | --- |
| Florin Ionescu           | 3000m steeplechase (m) | 27e       | serie 1: 8ste in 8.37,44 |
| Costică Bălan            | 20km snelwandelen (m)  | 18e       | 1:23.42 |
| Bogdan Ţărus             | verspringen (m)        | 9e        | kwalificatie groep B: 8ste met 8,00m finale: 9de met 8,00m |
| Ionuţ Pungă              | hink-stap-springen (m) | 14e       | kwalificatie groep B: 9de met 16,72m |
| Gheorghe Guşet           | kogelstoten (m)        | 30e       | kwalificatie groep A: 16de met 18,56m |
| Costel Grasu             | discuswerpen (m)       | DNF       | kwalificatie groep B: geen geldige poging |
|                          |                        |           | |
| Otilia Ruicu             | 400m (v)               | 22e       | serie 3: 3de in 52,65 kwartfinale 3: 6de in 52,24 |
| Elena Iagăr              | 800m (v)               | 30e       | serie 2: 7de in 2.07,56 |
| Elena Iagăr              | 1500m (v)              | 23e       | serie 3: 4de in 4.11,35 halve finale 1: 12de in 4.21,94 |
| Gabriela Szabo           | 1500m (v)              | Brons     | serie 1: 3de in 4.08,33 halve finale 2: 4de in 4.07,38 finale: 3de in 4.05,27 |
| Violeta Szekely          | 1500m (v)              | Zilver    | serie 2: 1ste in 4.10,18 halve finale 2: 1ste in 4.06,60 finale: 2de in 4.05,15 |
| Gabriela Szabo           | 5000m (v)              | Goud      | serie 3: 1ste in 15.08,36 finale: 1ste in 14.40,79 (OR) |
| Ionela Târlea-Manolache  | 400m horden (v)        | 6e        | serie 5: 3de in 56,40 halve finale 2: 4de in 54,70 finale: 6de in 54,35 |
| Anuţa Cătună             | marathon (v)           | DNF       | niet gefinisht |
| Alina Gherasim           | marathon (v)           | 29e       | 2:36.16 |
| Lidia Şimon              | marathon (v)           | Zilver    | 2:23.22 |
| Norica Cîmpean           | 20km snelwandelen (v)  | 6e        | 1:31.50 |
| Ana Maria Groza          | 20km snelwandelen (v)  | 13e       | 1:33.38 |
| Cristina Nicolau         | hink-stap-springen (v) | 6e        | kwalificatie groep A: 5de met 14,14m finale: 6de met 14,17m |
| Monica Iagăr-Dinescu     | hoogsspringen (v)      | 9e        | kwalificatie groep B: 6de met 1,94m finale: 9de met 1,93m |
| Oana Muşunoi-Pantelimon  | hoogsspringen (v)      | Brons     | kwalificatie groep A: 6de met 1,94m finale: 3de met 1,99m |
| Nicoleta Grădinaru-Grasu | discuswerpen (v)       | 19e       | kwalificatie groep A: 9de met 58,87m |
| Ana Mirela Ţermure       | speerwerpen (v)        | 22e       | kwalificatie groep A: 9de met 56,31m |
| Felicia Ţilea-Moldovan   | speerwerpen (v)        | 15e       | kwalificatie groep B: 7de met 58,75m |
| Viorica Ţigău            | zevenkamp (v)          | 18e       | 100m horden: 5de in 13,39 hoogspringen: 16de met 1,72m kogelstoten: 25ste met 11,53m 200m: 16de in 24,80 verspringen: 12de met 6,01m speerwerpen: 18de met 43,38m 800m: 20ste in 2.19,65 totaal: 5893 punten |

### Boksen
| Olympiër            | Discipline | Resultaat | Prestatie |
| ------------------- | ---------- | --------- | --- |
| Marian Velicu       | -48kg (m)  | 9e        | 1ste ronde: W van TUR Ballioğlu: 20-8 2de ronde: V van CUB Romero: scheidsrechterlijke beslissing |
| Bogdan Dobrescu     | -51kg (m)  | 9e        | 1ste ronde: W van CHN Yang: 12-3 2de ronde: V van CUB Mantilla: scheidsrechterlijke beslissing |
| Crinu Raicu-Olteanu | -54kg (m)  | 5e        | 1ste ronde: W van GRE Mikaelyan: 7-2 2de ronde: W van MEX Morales: scheidsrechterlijke beslissing kwartfinale: V van USA Vinson: 19-26 |
| Ovidiu Bobîrnat     | -57kg (m)  | 17e       | 1ste ronde: V van KAZ Sattarkhanov: 5-14 |
| Gheorghe Lungu      | -60kg (m)  | 9e        | 1ste ronde: W van ETH Tebebu: 15-3 2de ronde: V van MEX Bejarano: 11-14 |
| Dorel Simion        | -67kg (m)  | Brons     | 1ste ronde: W van PUR Fuchú: scheidsrechterlijke beslissing 2de ronde: W van CUB Guerra: 11-7 kwartfinale: W van GER Küchler: 28-14 halve finale: V van RUS Saitov: 10-19                                                                          |
| Marian Simion       | -71kg (m)  | Zilver    | 1ste ronde: W van ITA Di Corcia: 19-8 2de ronde: W van MEX Luis Zertuche: scheidsrechterlijke beslissing kwartfinale: W van FRA Esther: scheidsrechterlijke beslissing halve finale: W van THA Thongburan: 26-16 finale: V van KAZ Ibraimov: 23-25 |
| Adrian Diaconu      | -75kg (m)  | 5e        | 1ste ronde: W van ALG Kinzi: 19-9 2de ronde: W van IND Kumar: 12-3 kwartfinale: V van CUB Gutiérrez: knock-out |
| Grigore Rîşco       | -81kg (m)  | 17e       | 1ste ronde: V van UZB Mihaylov: 6-15 |
| Constantin Onofrei  | +91kg (m)  | 9e        | 1ste ronde: V van NGR Peter: 14-17 |

### Gymnastiek
| Olympiër                                                                                   | Discipline               | Resultaat | Prestatie |
| ------------------------------------------------------------------------------------------ | ------------------------ | --------- | --- |
| Marius Urzică                                                                              | brug (m)                 | 8e        | kwalificatie: 8ste met 9,662 punten finale: 8ste met 8,887 punten |
| Marius Urzică                                                                              | paard voltige (m)        | Goud      | kwalificatie: 1ste met 9,812 punten finale: 1ste met 9,862 punten |
| Marian Drăgulescu                                                                          | vloer (m)                | 6e        | kwalificatie: 3de met 9,700 punten finale: 6de met 9,712 punten |
| Marian Drăgulescu                                                                          | individuele meerkamp (m) | 13e       | kwalificatie: 7de brug: 13de met 9,625 punten paard voltige: 42ste met 9,500 punten rekstok: 56ste met 9,312 punten ringen: 18de met 9,575 punten sprong: 18de met 9,637 punten vloer: 3de met 9,700 punten totaal: 57,349 punten finale: 13de brug: 24ste met 9,487 punten paard voltige: 28ste met 9,300 punten rekstok: 25ste met 9,550 punten ringen: 18de met 9,562 punten sprong: 13de met 9,562 punten vloer: 6de met 9,637 punten totaal: 57,098 punten        |
| Rareş Orzaţa                                                                               | individuele meerkamp (m) | 11e       | kwalificatie: 18de brug: 56ste met 9,162 punten paard voltige: 42ste met 9,500 punten rekstok: 57ste met 9,287 punten ringen: 9de met 9,637 punten sprong: 18de met 9,637 punten vloer: 30ste met 9,337 punten totaal: 56,560 punten finale: 11de brug: 25ste met 9,462 punten paard voltige: 17de met 9,612 punten rekstok: 11de met 9,700 punten ringen: 10de met 9,637 punten sprong: 9de met 9,662 punten vloer: 19de met 9,312 punten totaal: 57,385 punten       |
| Florentin Pescaru                                                                          | individuele meerkamp (m) | 33e       | kwalificatie: 33ste brug: 41ste met 9,375 punten paard voltige: 36ste met 9,562 punten rekstok: 61ste met 9,212 punten ringen: 59ste met 9,237 punten sprong: 23ste met 9,587 punten vloer: 58ste met 8,850 punten totaal: 55,823 punten |
| Ioan Suciu                                                                                 | individuele meerkamp (m) | 28e       | kwalificatie: 15de brug: 15de met 9,612 punten paard voltige: 12de met 9,712 punten rekstok: 60ste met 9,237 punten ringen: 45ste met 9,425 punten sprong: 39ste met 9,350 punten vloer: 23ste met 9,437 punten totaal: 56,773 punten finale: 28ste brug: 28ste met 9,400 punten paard voltige: 5de met 9,725 punten rekstok: 29ste met 9,412 punten ringen: 31ste met 9,325 punten sprong: 26ste met 9,212 punten vloer: 31ste met 8,712 punten totaal: 55,786 punten |
| Marian Drăgulescu Ioan Suciu Rareș Orzața Florentin Pescaru Marius Urzică                  | meerkamp team (m)        | 6e        | kwalificatie: 6de brug: 4de met 38,274 punten paard voltige: 3de met 38,586 punten rekstok: 11de met 37,411 punten ringen: 9de met 37,874 punten sprong: 6de met 38,211 punten vloer: 6de met 37,324 punten totaal: 227,680 punten finale: 6de brug: 5de met 37,999 punten paard voltige: 4de met 38,299 punten rekstok: 6de met 37,362 punten ringen: 6de met 37,836 punten sprong: 3de met 38,661 punten vloer: 6de met 37,386 punten totaal: 227,543 punten         |
|                                                                                            |                          |           | |
| Maria Olaru                                                                                | balk (v)                 | 6e        | kwalificatie: 1ste met 9,787 punten finale: 6de met 9,700 punten |
| Florentin Pescaru                                                                          | balk (v)                 | 4e        | kwalificatie: 2de met 9,775 punten finale: 4de met 9,750 punten |
| Simona Amânar                                                                              | sprong (v)               | 6e        | kwalificatie: 4de met 9,725 punten finale: 6de met 9,537 punten |
| Andreea Răducan                                                                            | sprong (v)               | Zilver    | kwalificatie: 2de met 9,743 punten finale: 2de met 9,693 punten |
| Simona Amânar                                                                              | vloer (v)                | Brons     | kwalificatie: 1ste met 9,800 punten finale: 3de met 9,712 punten |
| Andreea Răducan                                                                            | vloer (v)                | 6e        | kwalificatie: 3de met 9,737 punten finale: 6de met 9,275 punten |
| Simona Amânar                                                                              | individuele meerkamp (v) | Goud      | kwalificatie: 3de balk: 15de met 9,625 punten brug: 35ste met 9,550 punten sprong: 4de met 9,725 punten vloer: 1ste met 9,800 punten totaal: 38,700 punten finale: 1ste balk: 7de met 9,662 punten brug: 22ste met 9,512 punten sprong: 3de met 9,656 punten vloer: 1ste met 9,812 punten totaal: 38,642 punten |
| Loredana Boboc                                                                             | individuele meerkamp (v) | 16e       | kwalificatie: 16de balk: 10de met 9,675 punten brug: 35ste met 9,550 punten sprong: 38ste met 9,250 punten vloer: 29ste met 9,337 punten totaal: 37,812 punten |
| Maria Olaru                                                                                | individuele meerkamp (v) | Zilver    | kwalificatie: 9de balk: 1ste met 9,787 punten brug: 60ste met 9,225 punten sprong: 8ste met 9,625 punten vloer: 15de met 9,575 punten totaal: 38,212 punten finale: 2de balk: 5de met 9,700 punten brug: 16de met 9,600 punten sprong: 3de met 9,656 punten vloer: 10de met 9,625 punten totaal: 38,581 punten |
| Andreea Răducan                                                                            | individuele meerkamp (v) | DSQ       | kwalificatie: 2de balk: 10de met 9,675 punten brug: 33ste met 9,562 punten sprong: 2de met 9,743 punten vloer: 3de met 9,737 punten totaal: 38,717 punten finale: gediskwalificeerd balk: 1ste met 9,787 punten brug: 20ste met 9,575 punten sprong: 2de met 9,706 punten vloer: 1ste met 9,825 punten totaal: 38,893 punten |
| Andreea Răducan Simona Amânar Maria Olaru Loredana Boboc Andreea Isărescu Claudia Presăcan | meerkamp team (v)        | Goud      | kwalificatie: 2de balk: 1ste met 38,912 punten brug: 7de met 38,287 punten sprong: 2de met 38,343 punten vloer: 2de met 38,449 punten totaal: 153,991 punten finale: 1ste balk: 1ste met 38,986 punten brug: 5de met 38,237 punten sprong: 2de met 38,641 punten vloer: 2de met 38,924 punten totaal: 154,608 punten |

### Gewichtheffen
| Olympiër          | Discipline | Resultaat | Prestatie                                                      |
| ----------------- | ---------- | --------- | -------------------------------------------------------------- |
| Adrian Ioan Jigău | -56kg (m)  | 6e        | trekken: 6de met 122,5kg stoten: 7de met 152,5kg totaal: 275kg |
| Valeriu Calancea  | -85kg (m)  | 10e       | trekken: 12de met 160kg stoten: 6de met 205kg totaal: 365kg    |
| Florin Vlad       | -105kg (m) | 7e        | trekken: 11de met 180kg stoten: 5de met 225kg totaal: 405kg    |
| Marius Alecu      | +105kg (m) | 15e       | trekken: 14de met 175kg stoten: 15de met 215kg totaal: 390kg   |
|                   |            |           |                                                                |
| Marioara Munteanu | -53kg (v)  | 8e        | trekken: 7de met 82,5kg stoten: 8ste met 97,5kg totaal: 180kg  |

### Handbal
| Olympiër | Discipline | Resultaat | Prestatie |
| --- | ---------- | --------- | --- |
| Aurelia Stoica Valeria Motogna-Beşe Cristina Vărzaru Cristina Dogaru-Cucuian Elena Napăr Gabriela Doina Tănaşe Lidia Drăgănescu Luminită Huţupan-Dinu Mihaela Ignat Nicoleta Alina Dobrin Ramona Farcău Steluţa Luca Talida Tolnai Victorina Bora | vrouwen    | 7e        | groep A: 4de V van Zuid-Korea: 25-34 W van Angola: 35-25 G van Hongarije: 21-21 V van Frankrijk: 18-21 kwartfinale: V van Noorwegen: 16-28 5-8ste plek: V van Oostenrijk: 23-29 7-8ste plek: W van Brazilië: 38-33 |

| Groep A |            |             |             |             |             |            |            |            |        |
| #       | Land       | Wedstrijden | Wedstrijden | Wedstrijden | Wedstrijden | Doelpunten | Doelpunten | Doelpunten | Punten |
| #       | Land       | G           | W           | G           | V           | V          | T          | Saldo      | Punten |
| 1       | Zuid-Korea | 4           | 4           | 0           | 0           | 131        | 100        | +31        | 8      |
| 2       | Hongarije  | 4           | 2           | 1           | 1           | 119        | 106        | +13        | 5      |
| 3       | Frankrijk  | 4           | 2           | 0           | 2           | 90         | 93         | -3         | 4      |
| 4       | Roemenië   | 4           | 1           | 1           | 2           | 99         | 101        | -2         | 3      |
| 5       | Angola     | 4           | 0           | 0           | 4           | 98         | 137        | -39        | 0      |

| Ronde        | Datum  | Plaats    | Land  | Score      | Land |
| ------------ | ------ | --------- | ----- | ---------- | ---- |
| Groepsfase   |        |           |       |            |      |
| 19 september | Sydney | Roemenië  | 25-34 | Zuid-Korea |      |
| 21 september | Sydney | Angola    | 25-35 | Roemenië   |      |
| 23 september | Sydney | Roemenië  | 21-21 | Hongarije  |      |
| 25 september | Sydney | Frankrijk | 21-18 | Roemenië   |      |
| Kwartfinale  |        |           |       |            |      |
| 28 september | Sydney | Noorwegen | 28-16 | Roemenië   |      |
| 5-8ste plek  |        |           |       |            |      |
| 30 september | Sydney | Noorwegen | 29-23 | Roemenië   |      |
| 7-8ste plek  |        |           |       |            |      |
| 1 oktober    | Sydney | Brazilië  | 33-38 | Roemenië   |      |

### Judo
| Olympiër          | Discipline | Resultaat | Prestatie |
| ----------------- | ---------- | --------- | --- |
| Claudiu Baştea    | -73kg (m)  | 21e       | 1ste ronde: vrij 2de ronde: V van JPN Nakamura: waza-ari |
| Adrian Croitoru   | -90kg (m)  | 9e        | 1ste ronde: W van BRA Geraldino: koka 2de ronde: W van RUS Mozorov: ippon kwartfinale: V van NED Huizinga: koka herkansingen: vrij herkansingen 2: V van USA Olson: ippon                                                    |
| Radu Ivan         | -100kg (m) | 17e       | 1ste ronde: vrij 2de ronde: W van BLR Svirin: waza-ari 3de ronde: V van GEO Jikurauli: ippon |
| Gabi Munteanu     | +100kg (m) | 21e       | 1ste ronde: vrij 2de ronde: V van CZE Jákl: ippon |
|                   |            |           | |
| Laura Moise       | -48kg (v)  | 13e       | 1ste ronde: W van KOR Park: ippon 2de ronde: V van CUB Savón: yuko |
| Ioana Dinea-Aluaş | -52kg (v)  | 5e        | 1ste ronde: W van VEN Díaz: ippon 2de ronde: V van CHN Liu: yuko herkansingen: W van IND Devi: ippon herkansingen 2: W van ALG Souakri: waza-ari bronzen finale: V van PRK Kye: waza-ari                                     |
| Simona Richter    | -78kg (v)  | Brons     | 1ste ronde: vrij 2de ronde: W van GBR Cowen: ippon kwartfinale: V van CUB Luna: yuko herkansingen: vrij herkansingen 2: W van USA Tong: ippon herkansingen 3: W van KOR Lee: waza-ari bronzen finale: W van BEL Rakels: yuko |

### Kanovaren
| Olympiër                                              | Discipline    | Resultaat | Prestatie                                                |
| ----------------------------------------------------- | ------------- | --------- | -------------------------------------------------------- |
| Florin Huidu                                          | C-1 500m (m)  | 10e       | serie 1: 4de in 1.53,076 halve finale: 4de in 1.53,277   |
| Florin Huidu                                          | C-1 1000m (m) | 11e       | serie 2: 5de in 3.56,770 halve finale: 5de in 4.03,910   |
| Florin Popescu Mitică Pricop                          | C-2 500m (m)  | Brons     | serie 2: 1ste in 1.41,904 finale: 3de in 1.54,260        |
| Florin Popescu Mitică Pricop                          | C-2 1000m (m) | Goud      | serie 2: 1ste in 3.37,340 finale: 1ste in 3.37,355       |
| Geza Magyar                                           | K-1 500m (m)  | 11e       | serie 4: 3de in 1.42,733 halve finale 1: 4de in 1.41,482 |
| Marian Baban                                          | K-1 1000m (m) | 23e       | serie 2: 5de in 3.45,127 halve finale 3: 7de in 3.47,215 |
| Corneli Vasile Curuzan Romică Şerban                  | K-2 500m (m)  | 11e       | serie 2: 4de in 1.33,184 halve finale 1: 6de in 1.32,975 |
| Vasile Curuzan Sorin Petcu Romică Șerban Marian Sîrbu | K-4 1000m (m) | 12e       | serie 2: 5de in 3.05,341 halve finale: 6de in 3.05,101   |
|                                                       |               |           |                                                          |
| Sanda Toma                                            | K-1 500m (v)  | 11e       | serie 1: 4de in 1.54,738 halve finale: 5de in 1.56,310   |
| Raluca Ioniță Mariana Limbău                          | K-2 500m (v)  | 4e        | serie 2: 2de in 1.43,204 finale: 4de in 1.59,264         |
| Raluca Ioniță Mariana Limbău Elena Radu Sanda Toma    | K-4 500m (v)  | 4e        | serie 2: 3de in 1.35,935 finale: 3de in 1.37,010         |

### Moderne vijfkamp
| Olympiër      | Discipline | Resultaat | Prestatie |
| ------------- | ---------- | --------- | --- |
| Nicolae Papuc | mannen     | 21e       | schietsport: 2de met 185 punten schermen: 13de met 11 overwinningen zwemmen: 16de in 2.10,86 paardensport: niet gefinisht atletiek: 18de in 9.53,89 totaal: 4174 punten |

### Roeien
| Olympiër | Discipline             | Resultaat | Prestatie |
| --- | ---------------------- | --------- | --- |
| Valeriu Andrunache Adrian Bucenschi Florin Corbeanu Valentin Robu                                                                                   | vier-zonder (m)        | 10e       | serie 1: 4de in 6.14,00 herkansingen: 2de in 6.11,24 halve finale 1: 6de in 6.15,14 finale B: 4de in 6.06,73 |
| Dorin Alupei Andrei Bănică Vasile Măstăcan Costel Mutescu Cornel Nemțoc Gheorghe Pîrvan Dumitru Răducanu Viorel Talapan Florian Tudor               | acht (m)               | 6e        | serie 1: 4de in 5.36,93 herkansingen: 2de in 5.43,24 finale: 6de in 5.43,89                                  |
| |                        |           | |
| Angela Alupei Constanța Burcica | lichte dubbel-twee (v) | Goud      | serie 3: 1ste in 7.16,65 halve finale 1: 1ste in 6.59,85 finale: 1ste in 7.02,64                             |
| Veronica Cogeanu-Cochela Elisabeta Oleniuc-Lipa | dubbel-twee (v)        | 5e        | serie 2: 1ste in 7.08,70 finale: 5de in 7.05,05                                                              |
| Georgeta Damian Doina Ignat | twee-zonder (v)        | Goud      | serie 1: 1ste in 7.16,22 finale: 1ste in 7.11,00                                                             |
| Aurica Bărăscu Elena Popa Crina Violeta Serediuc Doina Spîrcu                                                                                       | dubbel-vier (v)        | 9e        | serie 1: 5de in 6.52,01 herkansingen: 4de in 6.50,34 finale B: 3de in 6.46,78                                |
| Veronica Cochela Georgeta Damian Maria Magdalena Dumitrache Liliana Gafencu Elena Georgescu Doina Ignat Elisabeta Lipă Ioana Olteanu Viorica Susanu | acht (v)               | Goud      | serie 1: 1ste in 6.06,66 finale: 1ste in 6.06,44                                                             |

### Schermen
| Olympiër                                     | Discipline     | Resultaat | Prestatie |
| -------------------------------------------- | -------------- | --------- | --- |
| Mihai Covaliu                                | sabel (m)      | Goud      | 1ste ronde: vrij 2de ronde: W van POL Jaskot: 15-12 3de ronde: W van BLR Lapkes: 15-11 kwartfinale: W van FRA Touya: 15-12 halve finale: W van GER Kothny: 15-12 finale: W van FRA Gourdain: 15-12      |
| Victor Găureanu                              | sabel (m)      | 8e        | 1ste ronde: vrij 2de ronde: W van ITA Tarantino: 15-10 3de ronde: W van FRA Pillet: 15-11 kwartfinale: V van FRA Gourdain: 14-15                                                                        |
| Florin Lupeică                               | sabel (m)      | 28e       | 1ste ronde: W van CUB Maya: 15-10 2de ronde: V van HUN Köves: 14-15 |
| Mihai Covaliu Victor Găureanu Florin Lupeică | sabel team (m) | 4e        | 1ste ronde: W van Polen: 45-20 halve finale: V van Rusland: 28-45 bronzen finale: V van Duitsland: 27-45                                                                                                |
|                                              |                |           | |
| Laura Cârlescu-Badea                         | floret (v)     | 4e        | 1ste ronde: vrij 2de ronde: W van CUB Dussu: 15-6 3de ronde: W van CHN Meng: 15-7 kwartfinale: W van ITA Bianchedi: 15-4 halve finale: V van ITA Vezzali: 8-15 bronzen finale: V van ITA Trillini: 9-15 |
| Reka Zsofia Lazăr-Szabo                      | floret (v)     | 8e        | 1ste ronde: vrij 2de ronde: W van CAN Mahoney: 15-10 3de ronde: W van USA Marsh: 15-7 kwartfinale: V van ITA Vezzali: 8-9                                                                               |

### Schietsport
| Olympiër      | Discipline              | Resultaat | Prestatie                                                                |
| ------------- | ----------------------- | --------- | ------------------------------------------------------------------------ |
| Sorin Babii   | 50m pistool (m)         | 9e        | kwalificatie: 9de met 560 punten (91-96-91-96-93-93)                     |
| Iulică Cazan  | 25m snelvuurpistool (m) | 11e       | kwalificatie: 11de met 583 punten (292-291)                              |
| Iulian Raicea | 25m snelvuurpistool (m) | Brons     | kwalificatie: 1ste met 587 punten (291-296) finale: 3de met 684,6 punten |
| Sorin Babii   | 10m luchtpistool (m)    | 11e       | kwalificatie: 11de met 578 punten (95-95-96-97-98-97)                    |
| Iulian Raicea | 10m luchtpistool (m)    | 30e       | kwalificatie: 30ste met 569 punten (93-96-97-93-95-95)                   |

### Schoonspringen
| Olympiër           | Discipline    | Resultaat | Prestatie                          |
| ------------------ | ------------- | --------- | ---------------------------------- |
| Gabriel Cherecheş  | 3m plank (m)  | 35e       | voorronde: 35ste met 318,27 punten |
| Gabriel Cherecheş  | 10m toren (m) | 30e       | voorronde: 30ste met 320,61 punten |
|                    |               |           |                                    |
| Clara Elena Ciocan | 3m plank (v)  | 21e       | voorronde: 21ste met 265,29 punten |
| Anişoara Oprea     | 3m plank (v)  | 36e       | voorronde: 36ste met 221,82 punten |

### Tafeltennis
| Olympiër                     | Discipline     | Resultaat | Prestatie |
| ---------------------------- | -------------- | --------- | --- |
| Adrian Crișan                | enkelspel (m)  | 33e       | groep F: 2de W van AUS Gerada: 3-0 V van POL Błaszczyk: 2-3 |
|                              |                |           | |
| Otilia Bădescu               | enkelspel (v)  | 17e       | groep J: 1ste W van BRA Silva: 3-0 W van RUS Fadeyeva: 3-1 2de ronde: V van KOR Seok: 2-3 (21-19, 18-21, 15-21, 10-21, 21-23)                                                                                 |
| Mihaela Şteff                | enkelspel (v)  | 5e        | groepsfase: vrij 2de ronde: W van FRA Boileau: 3-0 (21-15, 21-12, 21-18) 3de ronde: W van SWE Svensson: 3-2 (13-21, 21-16, 18-21, 21-10, 21-13) kwartfinale: V van SIN Jing: 1-3 (20-22, 12-21, 21-19, 20-22) |
| Otilia Bădescu Mihaela Şteff | dubbelspel (v) | 5e        | groep E: 1ste W van NGR Okenla/Owoh: 2-0 W van RUS Fadeyeva/Melnik: 2-0 2de ronde: W van TPE Chen/Xu: 3-0 (21-15, 23-21, 22-20) kwartfinale: V van KOR Kim/Ryu: 2-3 (18-21, 22-20, 14-21, 25-23, 19-21)       |

### Tennis
| Olympiër                   | Discipline     | Resultaat | Prestatie                                     |
| -------------------------- | -------------- | --------- | --------------------------------------------- |
| Andrei Pavel               | enkelspel (m)  | 33e       | 1ste ronde: V van SWE Norman: 7-6, 3-6, 8-10  |
| Andrei Pavel Gabriel Trifu | dubbelspel (m) | 17e       | 1ste ronde: V van IND Bhupathi/Paes: 3-6, 4-6 |
|                            |                |           |                                               |
| Ruxandra Dragomir          | enkelspel (v)  | 33e       | 1ste ronde: V van AUS Pratt: 3-6, 3-6         |

### Worstelen
| Olympiër           | Discipline  | Resultaat   | Prestatie                                                                             |
| Vrije stijl        | Vrije stijl | Vrije stijl | Vrije stijl                                                                           |
| ------------------ | ----------- | ----------- | ------------------------------------------------------------------------------------- |
| Nicolae Ghiţă      | -85kg (m)   | 8e          | groep F: 3de W van CIV Aka-Akesse: 10-0 V van IRI Khadem: 3-5 V van HUN Kapuvári: 1-2 |
| Grieks-Romeins     |             |             |                                                                                       |
| Marian Sandu       | -54kg (m)   | 13e         | groep D: 3de W van PRK Kang: 8-7 V van RUS AShevtsov: 8-11                            |
| Constantin Borăscu | -58kg (m)   | 9e          | groep F: 3de W van TUN Barguaoui: 7-0 V van RUS Nikonorov: 3-7 V van GER Yildiz: 4-6  |
| Ender Memet        | -69kg (m)   | 9e          | groep B: 2de V van CUB Azcuy: 3-4 W van AUS Abdo: 11-0                                |
| Petru Sudureac     | -97kg (m)   | 11e         | groep A: 2de W van BUL Mollov: 6-1 V van SWE Ljungberg: 2-3                           |

### Zwemmen
| Olympiër                                                      | Discipline            | Resultaat | Prestatie                                                                                  |
| ------------------------------------------------------------- | --------------------- | --------- | ------------------------------------------------------------------------------------------ |
| Dragos Coman                                                  | 200m vrije slag (m)   | 17e       | serie 7: 6de in 1.50,20                                                                    |
| Dragos Coman                                                  | 400m vrije slag (m)   | 5e        | serie 5: 2de in 3.48,77 (NR) finale: 5de in 3.47,38 (NR)                                   |
| Dragos Coman                                                  | 800m vrije slag (m)   | 9e        | serie 6: 3de in 15.12,64 (NR)                                                              |
| Răzvan Florea                                                 | 100m rugslag (m)      | 21e       | serie 4: 3de in 56,35 (NR)                                                                 |
| Răzvan Florea                                                 | 200m rugslag (m)      | 6e        | serie 4: 1ste in 1.59,79 halve finale 2: 2de in 1.59,44 (NR) finale: 6de in 1.59,05 (NR)   |
| Ioan Gherghel                                                 | 100m vlinderslag (m)  | 21e       | serie 7: 7de in 54,13                                                                      |
| Ioan Gherghel                                                 | 200m vlinderslag (m)  | 17e       | serie 4: 5de in 1.59,48                                                                    |
| Cezar Bădiţă                                                  | 200m wisselslag (m)   | 11e       | serie 6: 3de in 2.02,48 (NR) halve finale 2: 5de in 2.02,02                                |
| Cezar Bădiţă                                                  | 400m wisselslag (m)   | 7e        | serie 4: 3de in 4.17,11 (NR) finale: 7de in 4.20,91                                        |
| Cezar Bădiță Dragos Coman Răzvan Florea Ioan Gherghel         | 4x200m vrije slag (m) | 9e        | serie 2: 5de in 7.24,06                                                                    |
|                                                               |                       |           |                                                                                            |
| Camelia Potec                                                 | 200m vrije slag (v)   | 7e        | serie 4: 2de in 2.00,18 halve finale 2: 2de in 1.59,54 finale: 7de in 1.59,46              |
| Simona Păduraru                                               | 400m vrije slag (v)   | 11e       | serie 4: 4de in 4.13,89                                                                    |
| Camelia Potec                                                 | 400m vrije slag (v)   | 16e       | serie 4: 3de in 4.11,92                                                                    |
| Diana Mocanu                                                  | 100m rugslag (v)      | Goud      | serie 6: 2de in 1.01,18 (NR) halve finale 1: 1ste in 1.00,70 finale: 1ste in 1.00,21 (NR)  |
| Diana Mocanu                                                  | 200m rugslag (v)      | Goud      | serie 3: 1ste in 2.09,21 (NR) halve finale 2: 1ste in 2.09,64 finale: 1ste in 2.08,16 (NR) |
| Beatrice Coadă-Căşlaru                                        | 200m schoolslag (v)   | DNF       | serie 4: 4de in 2.27,59                                                                    |
| Diana Mocanu                                                  | 100m vlinderslag (v)  | 8e        | serie 6: 5de in 59,72 (NR) halve finale 1: 3de in 59,12 (NR) finale: 8ste in 59,43         |
| Beatrice Coadă-Căşlaru                                        | 200m wisselslag (v)   | Zilver    | serie 4: 1ste in 2.13,72 halve finale 1: 1ste in 2.13,31 finale: 2de in 2.12,57 (NR)       |
| Diana Mocanu                                                  | 200m wisselslag (v)   | 34e       | serie 3: 8ste in 2.29,58                                                                   |
| Beatrice Coadă-Căşlaru                                        | 400m wisselslag (v)   | Brons     | serie 3: 1ste in 4.41,04 finale: 3de in 4.37,18 (NR)                                       |
| Ioana Diaconescu Florina Herea Diana Mocanu Camelia Potec     | 4x100m vrije slag (v) | 12e       | serie 1: 6de in 3.48,78                                                                    |
| Lorena Diaconescu Florina Herea Simona Păduraru Camelia Potec | 4x200m vrije slag (v) | 4e        | serie 2: 2de in 8.05,24 finale: 4de in 8.01,63 (NR)                                        |
| Ioana Diaconescu Florina Herea Simona Păduraru Raluca Udroiu  | 4x100m wisselslag (v) | 18e       | serie 3: 6de in 4.23,65                                                                    |

Albanië · Algerije · Amerikaanse Maagdeneilanden · Amerikaans-Samoa · Andorra · Angola · Antigua en Barbuda · Argentinië · Armenië · Aruba · Australië · Azerbeidzjan · Bahama's · Bahrein · Bangladesh · Barbados · België · Belize · Benin · Bermuda · Bhutan · Bolivia · Bosnië en Herzegovina · Botswana · Brazilië · Britse Maagdeneilanden · Brunei · Bulgarije · Burkina Faso · Burundi · Cambodja · Canada · Centraal-Afrikaanse Republiek · Chili · China · Chinees Taipei · Colombia · Comoren · Congo-Brazzaville · Congo-Kinshasa · Cookeilanden · Costa Rica · Cuba · Cyprus · Denemarken · Djibouti · Dominica · Dominicaanse Republiek · Duitsland · Ecuador · Egypte · El Salvador · Equatoriaal-Guinea · Eritrea · Estland · Ethiopië · Fiji · Filipijnen · Finland · Frankrijk · Gabon · Gambia · Georgië · Ghana · Grenada · Griekenland · Groot-Brittannië · Guam · Guatemala · Guinee · Guinee‑Bissau · Guyana · Haïti · Honduras · Hongarije · Hongkong · Ierland · IJsland · India · Indonesië · Irak · Iran · Israël · Italië · Ivoorkust · Jamaica · Japan · Jemen · Joegoslavië · Jordanië · Kaaimaneilanden · Kaapverdië · Kameroen · Kazachstan · Kenia · Kirgizië · Koeweit · Kroatië · Laos · Lesotho · Letland · Libanon · Liberia · Libië · Liechtenstein · Litouwen · Luxemburg · Macedonië · Madagaskar · Malawi · Malediven · Maleisië · Mali · Malta · Marokko · Mauritanië · Mauritius · Mexico · Micronesië · Moldavië · Monaco · Mongolië · Mozambique · Myanmar · Namibië · Nauru · Nederland · Nederlandse Antillen · Nepal · Nicaragua · Nieuw-Zeeland · Niger · Nigeria · Noord-Korea · Noorwegen · Oeganda · Oekraïne · Oezbekistan · Oman · Oostenrijk · Pakistan · Palau · Palestina · Panama · Papoea-Nieuw-Guinea · Paraguay · Peru · Polen · Portugal · Puerto Rico · Qatar · Roemenië · Rusland · Rwanda · Saint Kitts en Nevis · Saint Lucia · Saint Vincent en Grenadines · Salomonseilanden · Samoa · San Marino ·  Sao Tomé en Principe · Saoedi-Arabië · Senegal · Seychellen · Sierra Leone · Singapore · Slovenië · Slowakije · Soedan · Somalië · Spanje · Sri Lanka · Suriname · Swaziland · Syrië · Tadzjikistan · Tanzania · Thailand · Togo · Tonga · Trinidad en Tobago · Tsjaad · Tsjechië · Tunesië · Turkije · Turkmenistan · Uruguay · Vanuatu · Venezuela · Verenigde Arabische Emiraten · Verenigde Staten · Vietnam · Wit-Rusland · Zambia · Zimbabwe · Zuid-Afrika · Zuid-Korea · Zweden · Zwitserland · Individuele olympische atleten